# 西尾市立東部中学校
西尾市立東部中学校（にしおしりつ とうぶちゅうがっこう）は、愛知県西尾市下永良町にある公立中学校。

## 概要
- 室町、駒場町、平原町、善明町、家武町、貝吹町、上羽角町、下羽角町、上永良町、下永良町、尾花町、江原町、和気町、岡島町、米野町、高落町、新村町、西浅井町、東浅井町、小島町、竹山町、つくしが丘1〜6丁目が校区である。西尾市立三和小学校校区及び西尾市立室場小学校校区にほぼ該当する[注釈 1][注釈 2][1]。

## 沿革
- 1965年（昭和40年）4月 - 西尾立三和中学校（旧・幡豆郡三和村）と西尾市立室場中学校（旧・幡豆郡室場村）を統合し、西尾市立東部中学校として開校。統合校舎は無く、旧・三和中学校と旧・室場中学校を分教場として授業を行う。
- 1967年（昭和42年）
  - 4月 - 西尾市立西尾中学校の移転に伴い校区が変更され、東部中学校校区の一部が西尾中学校校区に移る。
  - 5月 - 現在地に校舎が完成し、生徒全員が移る。
- 1969年（昭和44年）3月 - 体育館が完成する。
- 1970年（昭和45年）7月 - プールが完成する。
- 1985年（昭和60年） - 西尾市と岡崎市で境界が変更される。これに伴い、東部中学校校区のうち、高落町の一部、西浅井町の一部、東浅井町の一部が岡崎市に移る。
- 1986年（昭和61年）3月 - 特別教室棟が完成する。
- 1992年（平成4年）3月 - 弓道場が完成する。

## 交通アクセス
- 名鉄東部交通岡崎・西尾線「下永良」バス停より徒歩約12分。

名鉄西尾線西尾駅より【91系統】「岡崎駅西口」または「東岡崎駅」行。
名鉄西尾線西尾駅より【91H系統】「藤田医科大学岡崎医療センター」行。
- 六万石くるりんバス三和線「東部中」バス停より徒歩すぐ。

## 周辺施設
- 西尾市立三和小学校
- 西尾市立室場小学校

## 出身者
- 中村健 - 西尾市長